# チェックペン

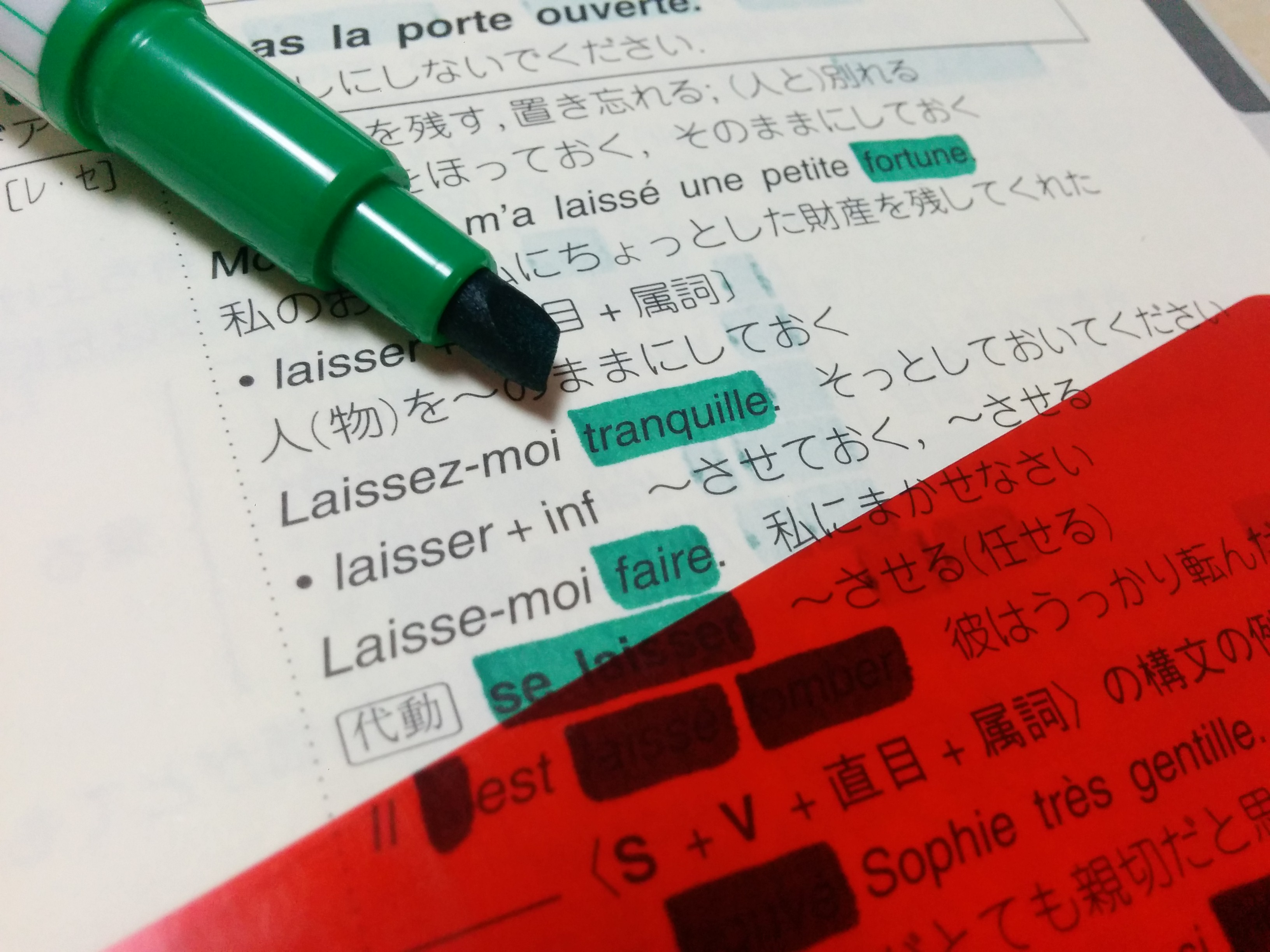
緑色チェックペンと赤下敷き

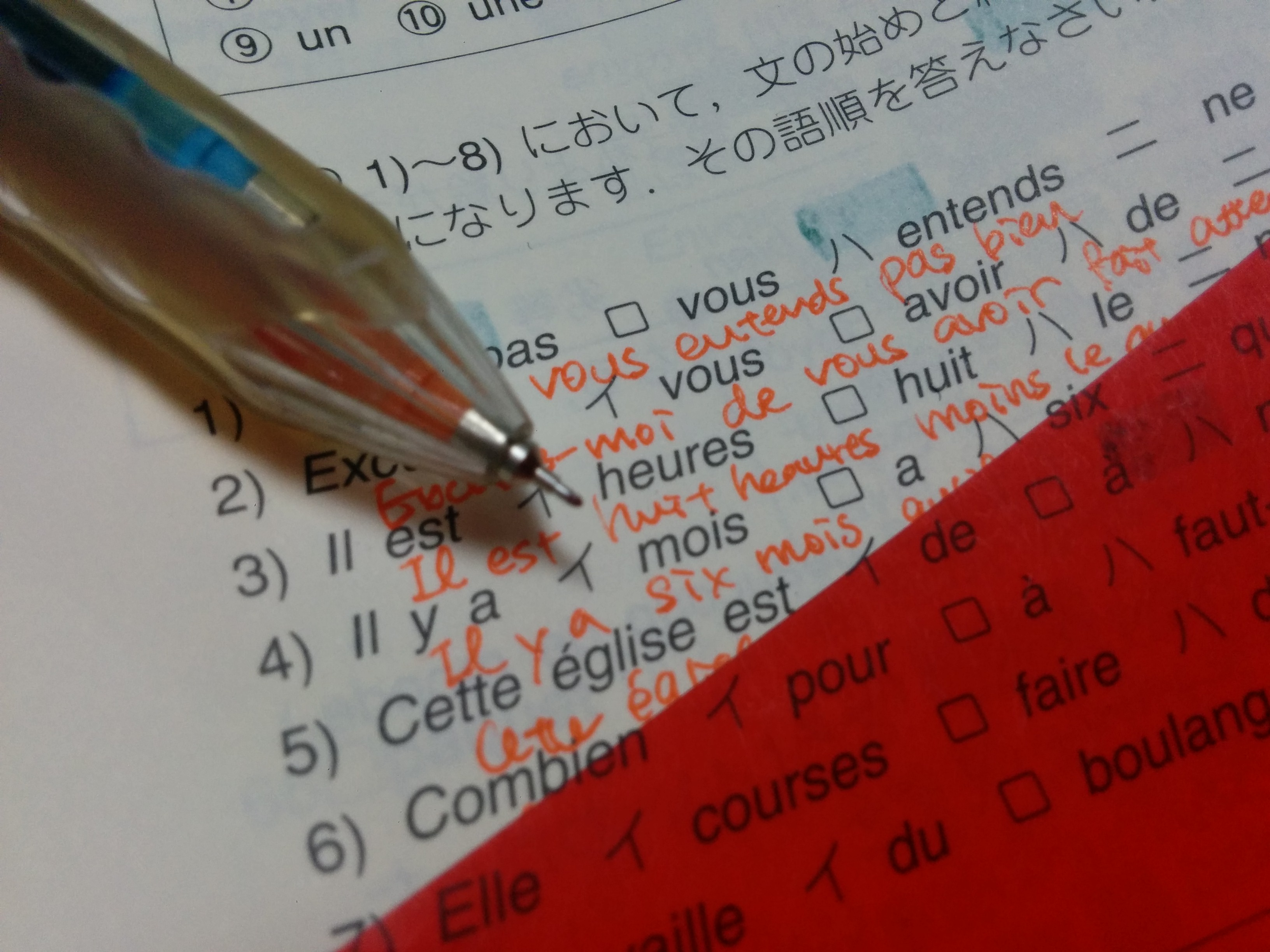
オレンジ色ペンと赤下敷き

チェックペンとは、ゼブラが製造販売する暗記用文具シリーズである。
暗記する部分をチェックペンなどでマークしてから半透明の専用シートを被せると、マークした部分だけが黒くなり見えなくなる。マークは専用の消しペンを使えば消すことが可能。カラーは赤と緑。消しゴムで消せるテープタイプや、赤色の文字を赤シートで隠せることを生かした「チェックエイジ」という製品もあった。

## ラインアップ
- ペン
  - チェックペン（赤・緑） - 1982年発売[1]。
  - チェックペン-アルファ（赤・緑・青・ピンク） - 2016年発売[1]。裏面へのにじみにくさ、文字の視認性、筆記角度を改良。
  - チェック消しペン - チェックペン-アルファには非対応。
  - チェックエイジ（赤） - マーカーペンと赤ボールペンのセット。シートではなく赤と緑のツートンカラーの定規が付属。製造終了。
- テープ
  - チェックテープ（赤・緑・オレンジ） - 消しゴムで消せる。製造終了。
  - チェックテープミニ（赤・緑） - チェックテープの小型版。2016年製造終了[2]。
- シート
  - チェックシート（緑・赤） - 赤・ピンクのマーカーには緑のシートを、緑・青のマーカーには赤のシートを使用する。
  - チェックシート（青） - チェックテープ（オレンジ）に付属。

## 他社の類似製品
- ぺんてる「ハンディラインS ノック式暗記ペン」（赤・緑）
- ぺんてる「アンキスナップ」（オレンジ） - 専用のスマートフォンアプリで撮影し、マークした部分を黒塗りに自動編集する。
- PILOT「メモリーライン」（赤・緑） - ペン先と反対側に消去液が付属。
- コクヨ「暗記用ペン＜チェックル＞」（緑＋オレンジ・緑＋ピンク・青＋オレンジ） - 太字側と細字側でインク色が異なる。
- ヤマト「Chigiru 暗記用」（ピンク・ブルー） - 後から剥がせる半透明のフィルム付箋。
- カンミ堂「はがせるマーカー STUDY」（レッド・ブルー） - 後から剥がせる半透明のフィルムテープ式マーカー。